# Doména nejvyššího řádu
Doména nejvyššího řádu (TLD, z anglického Top Level Domain) je internetová doména na nejvyšší úrovni stromu internetových domén. V doménovém jméně je doména nejvyšší úrovně uvedena na konci (např. u cs.wikipedia.org je doménou nejvyššího řádu .org). TLD popisuje základní skupinu doménových jmen, např. všechna doménová jména daného státu. Domény nejvyššího řádu jsou pevně stanoveny internetovou standardizační organizací IANA. Od roku 2015 existují TLD následujících typů:
- Národní TLD (country-code TLD, ccTLD) jsou domény nejvyššího řádu použité nebo rezervované pro zemi, suverénní stát nebo závislé území s označením kódu státu. Tvar domény byl původně pouze dvoupísmenný, ale dnes (2023) může obsahovat i speciální znaky (azbuka, arabské znaky, čínské znaky). Až na výjimky odpovídají kódu země podle ISO 3166-1, např. cz pro Českou republiku
- Generické TLD (generic TLD, gTLD) sdružující obecné domény (např. .com, .org , .net, .info a .core pro neziskové organizace), nespojené s jedním konkrétním státem.[1]
- Generické TLD s restriktivním pravidlem (generic restrictive TLD, grTLD) jsou podskupinou generických TLD, ale s omezenými pravidly podle subjektu, který doménu registruje nebo vlastností ke kterým je registrována. (například .biz - určeno pro obchodní účely, .name - určeno pro osoby, .pro - určeno pro profesionály).
- Infrastrukturní TLD (infrastructure TLD, ARPA) využívané pro vnitřní mechanismy Internetu. Doména .arpa byla první internetovou doménou nejvyšší úrovně. Původní záměr bylo využití dočasného přechodu ze systému ARPANET na systém názvu domén. V současné době (2023) se používá výhradně účely vnitřní infrastruktura Internetu, jako je in-addr.arpa pro adresaci IPv4 a ip6.arpa pro adresaci IPv6 pro reverzní rozlišení DNS a e164.arpa pro mapování telefonních čísel na základě NAPTR (Name Authority Pointer) DNS záznamů. Dnes (2023) existuje pouze jediná taková TLD: arpa, používaná systémem DNS.
- Geografické TLD (Geo TLD) sdružující domény z jednoho města, v jednom jazyce, z jedné provincie atd.[2]Například .wien - používaná pro lokalitu Vídeň, .london - používaná pro lokality v Londýně, .africa - používaná pro lokality na africkém kontinentu.
- Sponzorované TLD (Sponsored TLD, sTLD) - sponzorovaná doména nejvyššího řádu má manažera zastupujícího určitou komunitu (lidé nebo firmy), kteří mají zájem na subdoménách daného typu. Například aero, používaná organizací v leteckém průmyslu, asia, firmy a organizace v tichomořské oblasti, gov, používané vládou USA.
- Testovací TLD (Test TLD, tTLD) - testovací doména je rezervovaná doména nejvyššího řádu, která by se nikdy neměla zobrazovat v produkčním DNS systému. Doména byla zavedena pro účely testování systémů vztahující se k DNS. Například domény .テスト, .δοκιμή

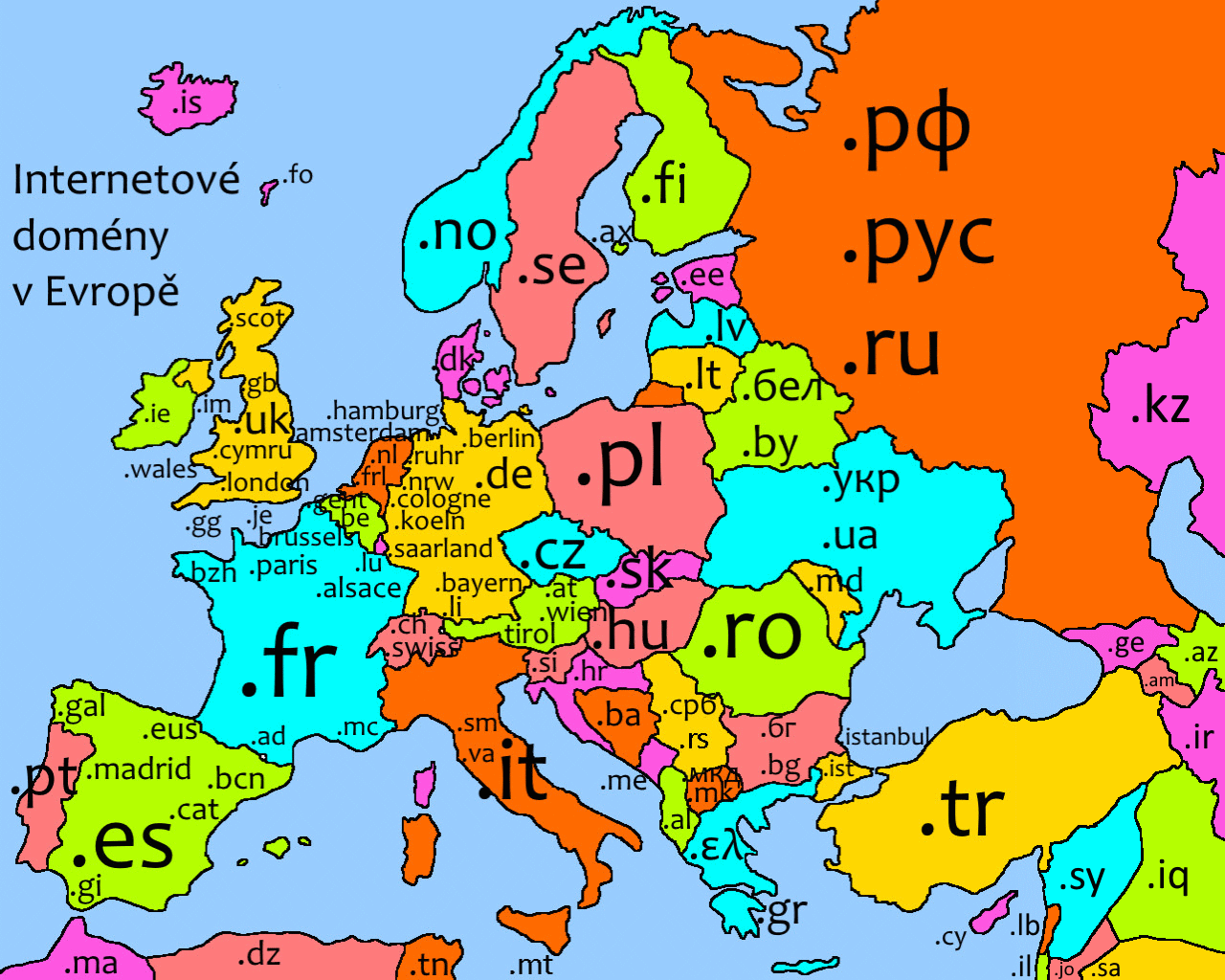
Domény nejvyššího řádu v Evropě

## Národní doména nejvyššího řádu
Národní doména nejvyššího řádu (anglicky country-code TLD, ccTLD) jsou speciálně zakódovaná společná doménová jména, které se zobrazují uživatelům ve webovém prohlížeči nebo v aplikaci pro domény konkrétního daného státu či závislého území. Tvar domény může obsahovat latinskou abecedu, azbuku, arabské znaky nebo čínské znaky. Doména nejvyššího řádu spravuje globálně internetová standardizační organizace IANA. Ta rozděluje svět na 5 oblastí (AFRINIC - africký region, APNIC - asio-pacifický region, ARIN - kanadský, americký a některé karibské státy, LACNIC - latinskoamerických region a některé karibské ostrovy a RIPE NCC - Evropa, blízký východ a střední Asie. Název domény byl původně pouze dvoupísmenný a až na výjimky odpovídá kódu země podle ISO 3166-1. Např. doména .cz je určena pro počítačové sítě v České republice.
Od roku 2010 byly implementovány i další znaky abecedy jako arabština, čínština, azbuka nebo thajské znaky.

### Obecné informace
V každém státu určuje příslušný správce národní domény pravidla, podle kterých se doménová jména v dané TLD přidělují. Některé státy umožňují registraci jména v národní TLD libovolnému zájemci, bez ohledu na to, jestli má s příslušným státem něco společného. Mezi takové státy a území patří i ČR se svou doménou .cz, dále také např. Arménie (.am), Itálie (.it), Jersey (.je), Kokosové ostrovy (.cc), Německo (.de), Niue (.nu), Rakousko (.at), Samoa (.ws), Tonga (.to), Turkmenistán (.tm), Mikronésie (.fm) či Tuvalu (.tv). To umožňuje existenci doménových jmen využívajících hack domény jako např. coje.to, uloz.to, barrandov.tv, rock.fm, I.am (angl. jsem), start.at (angl. začít u), go.to (angl. jít na).
Jiné státy a závislá území povolují registraci domény v příslušné TLD pouze občanům či podnikům té které země. Příkladem je např. Kanada (.ca), Mongolsko (.mn) či Slovensko (.sk).
Unikátní projekt zahájilo Tokelau (.tk): na svých stránkách umožňuje registraci doménového jména zdarma.
Většina národních domén používá kód země podle ISO 3166-1. Některé ccTLD však tuto konvenci nedodržují.

### ISO 3166-1, které nejsou ccTLD
1. .bl – rezervované pro Svatý Bartoloměj
2. .bq – rezervované pro Bonaire, Sint Eustatius a Saba
3. .eh – rezervované pro Západní Saharu, nebyl oficiálně přidělen a není zanesen v systému DNS.
4. .ss – rezervované pro Jižní Súdán
5. .mf – rezervované pro Svatý Martin
6. .tl – Východní Timor, v současnosti používá starší kód .tp (viz níže).
7. .cs – Srbsko a Černá Hora, původně bylo ccTLD .cs pro Československo, dnes nahrazená českým .cz a slovenským .sk; Srbsko a Černá Hora používá ccTLD .yu (viz níže).
8. .um – rezervované pro Menší odlehlé ostrovy USA
9. .ax – Alandy

### Nepoužívané ccTLD
Jsou zaneseny v DNS, ale neexistují žádné jejich poddomény a nejsou ani přijímány registrace domén v těchto TLD.
1. .bv – norské závislé území Bouvetův ostrov (neobydlený ostrov vyhlášený za přírodní rezervaci)
2. .sj – norské závislé území Svalbard a Jan Mayen
3. .gb – Velká Británie, v současné době registrováno jediné doménové jméno (dra.hmg.gb), ale pouze pro e-maily; WWW stránka neexistuje. Žádné nové registrace nejsou přijímány. Místo toho se používá doména .uk.[3]

### ccTLD, které nejsou ISO 3166-1
1. .ac – Ascension
2. .gg – Guernsey
3. .im – Ostrov Man
4. .je – Jersey: tyto kódy patří mezi kódy, které jsou v ISO 3166-1 alpha-2 rezervovány pro mezinárodní poštovní unii UPU. IANA v roce 1996 povolila použití takových kódů, později však toto povolení zrušila; tyto TLD jsou jediné, které byly podle tohoto pravidla přiděleny.
5. .su – (dnes již neplatný kód ISO 3166-1 pro Sovětský svaz): v roce 2001 bylo rozhodnuto, že další registrace již nebudou přijímány, ale doména je stále aktivní a ještě v roce 2005 se dala doména zaregistrovat za 100 USD.
6. .tp – (starší kód ISO 3166-1 pro Východní Timor): Východní Timor používá tento starší kód namísto aktuálně platného kódu tl.
7. .uk – Kód ISO 3166-1 pro Spojené království je gb, ovšem v předchozích počítačových sítích se používal identifikátor .uk, což se promítlo i do TLD. Později bylo přidělena i TLD .gb, přičemž cílem byl postupný přechod na tento kód, k tomu ovšem nikdy nedošlo a široce používané .uk již lze jen těžko změnit.
8. .yu – (dnes již neplatný kód ISO 3166-1 pro Jugoslávii): používáno pro Srbsko a Černou Horu namísto správného kódu .cs.
9. .eu – Na schůzi ICANN se 25. září 2000 rozhodlo povolit používání kódů, které jsou v ISO 3166-1 rezervovány pro libovolné použití. Jediný takový existující kód je eu vyhrazený pro Evropskou unii.

### Nadále není ani ccTLD, ani ISO 3166-1
1. .zr – Zair. Tento stát s oficiálním názvem Demokratická republika Kongo používá doménu .cd.

## Generická doména nejvyššího řádu
Generická doména nejvyššího řádu (anglicky generic top-level domain, zkráceně generic TLD nebo gTLD) je doména nejvyššího řádu (alespoň teoreticky) společná pro daný typ subjektů. Její název je nejméně třípísmenný.

### Dělení gTLD
Toto je jen hrubý překlad z angličtiny. V češtině názvosloví pro dělení těchto domén neexistuje.
- Generické TLD (generic TLD, gTLD) sdružující obecné domény (např. .com, .org , .net, .info pro neziskové organizace), nespojené s jedním konkrétním státem.
- Sponzorované TLD (Sponsored TLD, sTLD) - sponzorovaná doména nejvyššího řádu má manažera zastupujícího určitou komunitu (lidé nebo firmy), kteří mají zájem na subdoménách daného typu. Například .aero, .asia, .cat, .coop, .edu , .gov, .int, .jobs, .mil, .mobi, .tel, .travel a .xxx)
- Generické TLD s restriktivním pravidlem (vyhrazené) (generic restrictive TLD, grTLD) jsou podskupinou generických TLD, ale s restriktivními pravidly (například .biz, .name, .pro)
- Infrastrukturní TLD (infrastructure TLD, ARPA) V současné době (2023) se používá výhradně účely vnitřní infrastruktury Internetu (.arpa)[4]

### Speciální domény
Internetová dokumentace RFC6761 popisuje používání speciálních registrovaných domén.
- Domény rezervované pro vnitřní IP adresy (infrastrukturní) - příklad ( 10.in-addr.arpa.)
- Domény rezervované pouze pro testovací účely - test.
- Domény rezervované pro použití localhost - localhost.
- Domény rezervované pro použití invalid - invalid.
- Domény rezervované pro použití example - example., example.com, example.net, example.org
- Exkluzivní domény - tyto domény smějí používat pouze subjekty v USA, navíc s většími či menšími restrikcemi

.edu .gov .mil

### Zrušené domény
.nato, .root, .dd, .ct, .fq, .hv, .jt, .mi, .nh, .nq, .pc, .pu, .pz, .rh, .vd, .wk, .yd

### Příklad některých existujících gTLD
Existují tyto generické TLD:
- .aero – pro letecký průmysl
- .biz – pro obchod (business)
- .cat – pro katalánskou jazykovou a kulturní komunitu (catalan)
- .com – pro komerční (ziskové) organizace (commercial)
- .coop – pro družstva a družstevní sdružení (cooperative)
- .edu – pro vzdělávací instituce v USA (education)
- .gov – pro vládu USA (government)
- .info – pro servery s informacemi (prakticky neomezené využití)
- .int – pro mezinárodní organizace založené na základě mezistátních smluv (international)
- .jobs – pro oblast lidských zdrojů
- .mil – pro armádu USA (military)
- .mobi – pro poskytovatele mobilních produktů (mobile)
- .museum – pro muzea
- .name – pro osobní stránky jednotlivců
- .net – pro organizace zajišťující provoz sítě (network)
- .org – pro neziskové organizace (organization)
- .pro – pro profesionály, profesní sdružení apod. (professional, od konce roku 2015 bez omezení)
- .travel – pro oblast cestovního ruchu
- .capital
- .expert

Všeobecně je jich již velmi mnoho a přibývají další.Kompletní seznam domén je veřejně přístupný na webovém portále IANA.

### Historie
Původně (v lednu 1985) existovalo pouze následujících šest gTLD:
- .com – komerční subjekty
- .edu – vzdělávací organizace USA
- .gov – vládní orgány USA
- .net – subjekty orientované na poskytování síťových služeb a infrastruktury
- .org – nekomerční organizace a občanská sdružení
- .mil – armáda USA

Z těchto generických domén jsou dnes domény .com, .net a .org zcela otevřené, tzn. kdokoli si pod nimi může zaregistrovat doménu bez ohledu na to, zda vyhovuje zamýšlenému cíli dané domény. Takže existují například komerční firmy, které používají doménové jméno s TLD .net.
V prosinci 1988 byla vytvořena sedmá gTLD: .int. Ta slouží mezinárodním organizacím založeným na základě mezistátních smluv (např. eu.int Evropské unie). Důvodem jejího vzniku byl požadavek NATO na vlastní doménu. Do této domény byly také zařazeny některé infrastrukturní mezinárodní databáze Internetu jako např. ip6.int, sloužící pro zpětný překlad adres IPv6 systémem DNS (ekvivalent in-addr.arpa, které je pro IPv4). V květnu 2000 však bylo rozhodnuto, že všechny další podobné databáze budou zakládány ve specializované infrastrukturní doméně .arpa.
V polovině 90. let začala být zřejmá potřeba velkého množství doménových jmen (hlavně v gTLD .com), což mělo za následek požadavek na zavedení nových gTLD. 4. února 1997 bylo navrženo sedm nových gTLD (.arts, .firm, .info, .nom, .rec, .store a .web). Tento návrh však nebyl pro nesouhlas americké vlády proveden.
Od října 1998 se správou doménových jmen zabývá organizace ICANN. Ta po veřejné debatě přistoupila 16. prosince 2000 k zavedení následujících sedmi nových gTLD:
- .aero
- .biz
- .coop
- .info
- .museum
- .name
- .pro

V současné době se plánuje vytvoření dalších generických domén nejvyššího řádu. Navrhovány jsou následující domény: ,.geo, .kid, .mail, a .web.
V roce 2013 byly schváleny první nelatinské domény شبكة., .онлайн, .сайт a .游戏.

### Firemní gTLD
Nejen pro ochranu obchodních značek je možno registrovat si vlastní gTLD (generickou TLD), tedy unikátní doménu s celosvětovým dosahem. IANA si klade několik podmínek (splnění registračního procesu, shodu názvu s provozovatelem, technickou, právní a smluvní shodu), po jejichž splnění je možno takovou TLD získat a provozovat: IANA je zahrne do DNS tabulek.
Například pro banku BNP Paribas je na základě schválené žádosti zavedena gTLD, takže původní URL http://bnpparibas.com je přesměrována na https://group.bnpparibas/. Podstatou firemních gTLD je, že garantem takové gTLD musí být majitel značky, což v případě .bnpparibas skutečně je BNP Paribas.
A pro účel ochrany značek by registrovaná gTLD neměla být zavádějící: Není jasné zda IANA má povinnost registrovat jakoukoli formálně správně podanou žádost o registraci gTLD, či zda záleží na její libovůli, pouze na názorech členů schvalovací komise.

## Geografické TLD
TLD pro určité město, pro stránky v určitém jazyce, pro jednotlivé oblasti států. Příklady:
- .london pro Londýn
- .berlin pro Berlín
- .amsterdam pro Amsterdam
- .wien pro Vídeň
- .nyc pro New York
- .cymru pro stránky ve velštině
- .quebec pro stránky z Québecu
- .nrw pro stránky ze Severního Porýní-Vestfálska
- .cat pro stránky v katalátštině

a řada dalších

## Ostatní TLD

### Historické
V 80. letech byla vytvořena TLD nato pro použití Severoatlantickou aliancí, neboť žádná z tehdy existujících TLD nevyhovovala statutu mezinárodní organizace. Nedlouho poté však byla vytvořena TLD int věnovaná právě mezinárodním organizacím, takže NATO dnes používá doménu nato.int. Nepoužívaná TLD nato byla později (až v červnu 1996) zrušena.
V minulosti byl Internet pouze jednou z mnoha počítačových sítí. Počítače, které nebyly propojené do Internetu, ale pouze do specializovaných sítí (např. Bitnet či UUCP), mohly prostřednictvím speciálních internetových bran posílat e-maily i do Internetu, přestože do něj samy nebyly připojeny. Pro označení takových počítačů se často používaly pseudodomény jako např. .bitnet či .uucp. Tyto domény však nikdy skutečně neexistovaly v rámci systému DNS. Pokud se dnes používají tyto specializované sítě, obvykle již používají standardní internetové domény a tyto pseudodomény jsou nyní již jen historickým reliktem.

### Rezervované
RFC 2606 specifikuje následující čtyři speciálních doménová jména, která jsou vyhrazena pro různé účely s tím, že je zaručeno, že takové domény nikdy nebudou v globálním doménovém stromu existovat:
- .example – vyhrazeno pro použití v příkladech v dokumentaci apod.
- .invalid – vyhrazeno pro použití jako evidentně neexistující jméno
- .localhost – vyhrazeno pro tradiční použití termínu localhost
- .test – vyhrazeno pro testovací účely

### Alternativní
Existují i další stromy, nezávislé na IANA, používající Alternativní DNS kořen. Takový strom může provozovat kdokoli s vlastním DNS. V síti Internet byla sítí alternativních nameserverů provozována například doména .biz ještě před svým oficiálním schválením. Česká komunitní síť CZFree.Net ve své infrastruktuře používá top level doménu .czf,